# Ljudmila Bodnijeva
Ljudmila Valerjevna Bodnijeva (ryska: Людмила Валериевна Бодниева), född 15 oktober 1978 i Elista i före detta sovjetrepubliken Kalmuckieni nuvarande Ryssland, är en rysk före detta handbollsspelare, som spelade som mittsexa.

## Klubbkarriär
Bodnijeva föddes i republiken Kalmuckiens huvudstad. Då hon var sex år flyttade hon med sina föräldrar till Volgograd. Där lärde hon sig spela handboll i skolan. Från 1993 spelade hon för den ryska klubben Akva Volgograd, där hon tränades av Levon Akojan. Med Akva vann hon det ryska mästerskapet 1995, 1996, 1999, 2000 och 2001. När klubben hamnade i ekonomiska svårigheter 2003 gick hon över till den slovenska toppklubben RK Krim där hon spelade till 2013. Med den klubben fick hon spela finalen i EHF Champions League 2004 och 2006. Med RK Krim vann hon många slovenska mästerskap. 2004-2013. 2013 avslutade Bodnijeva sin karriär.

## Landslagskarriär
Bodnijeva var med i det ryska landslaget från 1997. Hennes första medalj var bronsmedaljen vid EM 2000, och följdes av guldmedaljen vid VM 2001, guldmedaljen vid VM 2005 och silvermedaljen vid EM 2006. Vid VM 2005 utsågs Bodnijeva till turneringens mest värdefulla spelare (MVP). Hon blev också uttagen till All star team vid EM och VM ett flertal gånger.
Bodnijeva var inte med i den ryska truppen från 2008 efter en konflikt med förbundskaptenen Jevgenij Trefilov. Först efter ett försonande samtal återvände hon till landslaget efter flera år. Hon deltog i OS 2012 i London.

## Efter sin aktiva karriär
Bodnijeva var assisterade tränare i det ryska studentlaget vid universiaden 2015 i Gwangju. Bodnijeva har varit delegat i EHF på klubb- och landslagsmatcher.

## Individuella utmärkelser
- MVP i VM 2005 i Ryssland
- Mittsexa i All Star Team EM 2000, 2002, 2004 och 2006 och i VM 2001 och 2005